# Джекі Даррелл
Жаклін («Джекі») Соня Даррелл (англ. Jacqueline (Jacquie) Sonia Durrell; уроджена Волфендер; нар. 6 грудня 1929, Манчестер, Об'єднане Королівство) — біограф, письменниця, перша дружина Джеральда Даррелла. Вона супроводжувала чоловіка в зоологічних експедиціях і брала участь у заснуванні зоопарку дикої природи Даррелла на острові Джерсі (нині Джерсійський зоопарк).

## Біографія
Жаклін народилася 6 грудня 1929 року в Манчестері, Велика Британія в незаможній родині. Родина тримала невеликий готель у Манчестері, де Жаклін у 19 років і познайомилась з Джеральдом Дарреллом. Батько не схвалював її стосунки з Дарреллом і вважав, що Джеральд не зможе бути хорошим чоловіком (він був бідний і не мав планів на майбутнє). Джекі не мала права до неповноліття виходити заміж без згоди батьків. Тому, після 21-го дня народження вона з Дарреллом таємно втекли й одружилися 26 лютого 1951 року в Борнмуті. Мати Джеральда Даррелла, його сестра Маргарет і брат Лоуренс допомогли їм організувати весілля.
Через шлюб Джекі відмовилася від мрії стати оперною співачкою на яку навчалася від 17 років. Вона також розірвала родинні зв'язки з батьками й родичами.
Після весілля подружжя оселилося у маленькій кімнаті пансіону, який належав Маргарет Даррелл. Джекі сподобалась родині Джеральда й згодом вона напише про це в автобіографічному творі «Звірі в моєму ліжку».
Джекі разом з Лоренсом Дарреллом намагалися переконати Джеральда почати літературну діяльність, щоб хоч якось заробити гроші на життя і нові експедиції.
Джекі Даррелл допомагала чоловіку керувати зоопарком (хоча офіційно не займала там ніякої посади), а також брала участь у заснуванні фонду з охорони природи. Даррелл у своїх книгах описує її як віддану й готову надати допомогу дружину. Джекі разом з ним відвідувала Аргентину, Камерун, Мексику, Нову Зеландію, Австралію і Малайзію. Була головним організатором однієї з аргентинських експедицій.
1979 року Джекі розлучилася з Джеральдом Даррелла. У подружжя дітей не було.

## Літературна діяльність
Джекі Даррелл автор двох автобіографічних творів про життя з Джеральдом Дарреллом, що були перекладені російською, нідерландською, угорською і латиською мовами:
- Звірі в моєму ліжку (примітки Джеральда Даррелла) — Collins, 1967
- Особисті стосунки — Collins, 1976

### Інші твори
- Під пологом п′яного лісу — про експедицію в Аргентину, 1954
- Зоопарк у моєму багажі — про експедицію в Камерун, 1957
- Спіймайте мені колобуса — про експедицію в Мексику, 1966

## Фільмографія
- Bafut With Beagles — BBC, 1958

- Look (Аргентинська експедиція) — BBC, 1961
- Two in the Bush — ВВС, 1963
- What The Durrells Did Next — TV Movie documentary, 2019[3]